# 5-та міська лікарня (Запоріжжя)
КНП "Міська лікарня екстреної та швидкої медичної допомоги" ЗМР — спеціалізована лікувально-діагностична комунальна установа в Запоріжжі, розрахована на 590 ліжок, має вищу акредитаційну категорію, є науково-практичною базою для 6 кафедр Запорізького державного медичного університету.

## Профілі
Лікарня надає невідкладну медичну допомогу за багатьма профілями:
- хірургія;
- кардіологія;
- інтенсивна терапія;
- урологія;
- нейрохірургія;
- травматологія.

Також, відділення типів опікове, політравми, торакальної хірургії, хірургічної стоматології та щелепно-лицьової хірургії мають статус обласних. Окрім цього, в її структурі функціонують такі діагностичні служби, як ендоскопічне, рентгенологічне відділення, відділення ультразвукової діагностики, кабінет рентгенівської комп'ютерної томографії, клініко-діагностична лабораторія, а також відділення трансфузіології.